# Коков, Джамалдин Нахович
Джамалдин Нахович Коков (кабард.-черк. Кӏуэкӏуэ Жэмалдин; 25 февраля 1930, Малка, Кабардино-Балкарская АССР — 20 июня 2019) — советский и российский кабардинский филолог, ономастик и составитель словарей, специалист в области кабардино-черкесского языка, доктор филологических наук, профессор Кабардинский-Балкарского государственного университета, основоположник ономастики Кабардино-Балкарии.

## Биография
Родился 25 февраля 1930 года в селе Малка Нагорного района Кабардино-Балкарской АО в семье служащего и домохозяйки. Учился в русской начальной школе у Конезавода 34 (сейчас селение Приречное) и в восьмилетней школе в селе Малка.
В 1948 году окончил Нальчикское педагогическое училище. В 1952 году окончил филологический факультет Кабардино-Балкарского государственного педагогического института (КБГПИ, сейчас Кабардино-Балкарский государственный университет, КБГУ) по специальности «русский язык и литература».
В 1948—1952 годах работал учителем в школе. Проходил аспирантуру в Московском государственном педагогическом институте под руководством С. Е. Крючкова. В 1958 году защитил диссертацию «Методика изучения русских имен числительных в кабардинской средней школе» и получил учёную степень кандидата филологических наук.
С 1953 года работал в КБГПИ (позднее КБГУ) на кафедре русского языка, занимал должности старшего преподавателя, доцента и профессора, являлся деканом филологического факультета. В 1971—2004 годах заведовал кафедрой русского языка и общего языкознания, в 2004—2013 год — кафедрой истории языка и сравнительного славянского языкознания. Позднее являлся научным сотрудником лаборатории ономастики, социально-политических и гуманитарных исследований КБГУ. Преподавал старославянский язык, историю русского языка, русскую диалектологию, сравнительную грамматику славянских языков.
В 1975 году в Тбилиси защитил диссертацию «Адыгская ономастика: топонимия, антропонимия» и получил учёную степень доктора филологических наук. В 1978 году получил учёное звание профессора.
Владел кабардино-черкесским, русским, болгарским, карачаево-балкарским и немецким языками.
Был женат, две дочери — кандидаты наук. Увлекался пешими и автомобильными путешествиями.
Умер 20 июня 2019 года.

## Научная деятельность
Область научной деятельности — ономастика и лексикология.
Занимался адыгской, русской и кабардинской ономастикой, является основоположником ономастики в Кабардино-Балкарии и инициатором создания ономастической лаборатории при КБГУ. Организовал несколько топонимических экспедиций, по итогам которых было опубликовано более 40 публикации, выполнил три грантовых исследования по ономастике.
Является автором 130 публикаций, включая восемь монографий, несколько словарей и 15 учебных пособий и методических разработок.

## Награды и признание
- Почётное звание «Заслуженный деятель науки Кабардино-Балкарской АССР» (1989)[6].
- Государственная премия в области науки и техники Кабардино-Балкарской Республики (1994)[6].
- Действительный член Адыгской (черкесской) международной академии наук (1994)[2].